# Эмир-Орлюк
Эми́р-Орлю́к (укр. Eмір-Орлюк, крымскотат. Emir Örlük, Эмир Орьлюк) — исчезнувшее село в Раздольненском районе Республики Крым, располагавшееся в центре района, в степной части Крыма, примерно в 2,5 км южнее современного села Кукушкино.

### Динамика численности населения
- 1806 год — 41 чел.[5]
- 1892 год — 26 чел.[6]
- 1900 год — 65 чел.[7]
- 1915 год — 54/3 чел.[8][9]
- 1926 год — 49 чел.[10]

## История
Первое документальное упоминание села встречается в Камеральном Описании Крыма… 1784 года, судя по которому, в последний период Крымского ханства Емирлер входил в Мангытский кадылык Козловскаго каймаканства.
После присоединения Крыма к России (8) 19 апреля 1783 года, (8) 19 февраля 1784 года, именным указом Екатерины II сенату, на территории бывшего Крымского ханства была образована Таврическая область и деревня была приписана к Евпаторийскому уезду. После павловских реформ, с 1796 по 1802 год входила в Акмечетский уезд Новороссийской губернии. По новому административному делению, после создания 8 (20) октября 1802 года Таврической губернии, Эмир-Орлюк был включён в состав Хоротокиятской волости Евпаторийского уезда.
По Ведомости о волостях и селениях, в Евпаторийском уезде с показанием числа дворов и душ… от 19 апреля 1806 года в деревне Эмир Сулюн числилось 7 дворов, 38 крымских татар и 3 ясыров. На военно-топографической карте генерал-майора Мухина 1817 года деревня Емир урлюк обозначена также с 7 дворами. После реформы волостного деления 1829 года Эмир Арлюк, согласно «Ведомости о казённых волостях Таврической губернии 1829 года» отнесли к Аксакал-Меркитской волости (переименованной из Хоротокиятской). На карте 1836 года в деревне 14 дворов. Затем, видимо, в результате эмиграции крымских татар, деревня заметно опустела и на карте 1842 года Эмир-Орлюк обозначен условным знаком «малая деревня», то есть, менее 5 дворов.
В 1860-х годах, после земской реформы Александра II, деревню приписали к Биюк-Асской волости. Согласно «Памятной книжке Таврической губернии за 1867 год», деревня, вследствие эмиграции крымских татар, особенно массовой после Крымской войны 1853—1856 годов, в Турцию, была покинута жителями. На трехверстовой карте Шуберта 1865 года селение ещё обозначено, а на карте с корректурой 1876 года его уже нет. Видимо, в конце века деревню вновь заселили, поскольку, согласно «…Памятной книжке Таврической губернии на 1892 год», в деревне Эмир-Орлюк, входившей в Джуиньский участок, было 26 жителей в 5 домохозяйствах.
Земская реформа 1890-х годов в Евпаторийском уезде прошла после 1892 года, в результате Эмир-Орлюк приписали к Агайской волости.
По «…Памятной книжке Таврической губернии на 1900 год» в деревне числилось 65 жителей в 8 дворах. По Статистическому справочнику Таврической губернии. Ч.II-я. Статистический очерк, выпуск пятый Евпаторийский уезд, 1915 год, в деревне Эмир-Орлюк Агайской волости Евпаторийского уезда числилось 10 дворов с русским населением (1 двор с землёй, 9 — безземельные) в количестве 54 человек приписных жителей и 3 — «посторонних», из которых 29 мужчин и 28 женщин. Жители владели 930 десятинами удобной земли. В хозяйствах имелось 150 лошадей, 30 волов, 16 коров и 49 голов мелкого скота.
После установления в Крыму Советской власти, по постановлению Крымревкома от 8 января 1921 года № 206 «Об изменении административных границ» была упразднена волостная система и село вошло в состав Бакальского района Евпаторийского уезда, а в 1922 году уезды получили название округов. 11 октября 1923 года, согласно постановлению ВЦИК, в административное деление Крымской АССР были внесены изменения, в результате которых округа были отменены, Бакальский район упразднён и село вошло в состав Евпаторийского района. Согласно Списку населённых пунктов Крымской АССР по Всесоюзной переписи 17 декабря 1926 года, в селе Эмир-Орлюк, Бий-Орлюкского сельсовета Евпаторийского района, числилось 11 дворов, все крестьянские, население составляло 49 человек, из них 32 русских, 12 украинцев, 3 белоруса и 1немец. Видимо, село упразднено в 1930-е годы, поскольку на карте 1938 года Эмир-Орлюк уже отсутствует.